# ジョニー石橋
ジョニー 石橋（ジョニー いしばし、ポルトガル語：Johnny Ishibashi）は、ブラジル・サンパウロ州出身の日系ブラジル人通訳である。
TOEIC990点と英検1級を所持し、英語の他にポルトガル語、スペイン語、日本語を話す。
1990年に来日し、東京読売ジャイアンツ、ヴェルディ川崎、東京ヴェルディ1969（現在の東京ヴェルディ）をはじめ、サッカークラブのブラジル人選手・監督の通訳を務める事が多い。ヴェルディ川崎時代にはテレビ番組ここがヘンだよ日本人にもレギュラー出演していた。この他、在日ブラジル人などを対象にCS放送のスカイパーフェクTV!で放送されるIPCブラジルチャンネルと（トラベラーズTV)にも司会者として出演していた。エンタメの世界だけに留まらず東京入国管理局、東京第一と第二弁護士会でも通訳を務め、外務省やJICAの案件でも教育から国際交流、技術移転の案件でも活躍するマルチな分野で活動します。

## 通訳としての経歴
＜専属通訳＞
１９９２年　　　	東京読売ジャイアンツ外国人選手の通訳　(スペイン語／英語／日本語）
１９９３年　　　　　	DELL COMPUTER JAPAN
１９９４～２０００年	ヴエルディー川崎　チーム通訳（現在東京ヴェルディー１９６９）
２０００〜２０１８年　	NHKラジオジャパン、ニュース翻訳とナレーション
２００１年　　　　　	K—１JAPAN
２００２年　　　　　	浦和レッズ（サポート通訳）
２００３～２００４年　	日本サッカー協会（日本フットサル代表）
２００４年　　　　　	PRIDE
２００５年        　　	名古屋グランパスエイト　チーム通訳
２００６～２００８年	東京ヴェルディ１９６９ チーム通訳
２０１４〜２０１６年	F.C.Gifu　チーム通訳
２００８年～現在	
東京国際福祉専門学校（東京警察署、警察官へのポルトガル語指導）
入国管理局通訳（ポルトガル語、英語、スペイン語）
　　　　　　
東京第一弁護士会通訳（ポルトガル語、英語、スペイン語）
　　　　　
東京第二弁護士会通訳（ポルトガル語、英語、スペイン語）
　　　　
法テラス通訳（ポルトガル語、英語、スペイン語）
　　　　　　　　　
NHKバイリンガルセンター  （ポルトガル語、英語、スペイン語)
＜TV通訳＞	 
TV朝日：ニュースステーション、Jリーグ特集生出演	 
TBS：筋肉番付、スーパーサッカー 
NTV：とんねるずの生ダラ、スポーツうるぐす、独占スポーツ 
NHK：ワールドカップハイライト、ブラジル・ワーフドカップの開会式及び閉会式での同時通訳、リオ・オリンピックの開会式及び閉会式の同時通訳 
CX：感動ファクトリースポルト
複数TV局：サッカー日本代表ジーコ監督の同時通訳担当
　　　　　　　　　　
　　　　　　　　　 
＜イベント通訳＞
１９９４～１９９８年 KODAK ALL STAR SOCCER及びJOMO CUP
１９９８年 ブラジル代表対日本代表サッカー親善試合 
１９９９年 TOYOTA CUP  (MANCHESTER UNITEDxPALMEIRAS)
１９９９年 ラモス瑠偉引退試合
２０００年 WORLD CUP2002組織委員会記者会見
２０００年 AM/PMメジャーリーグ開幕戦記者会見
２００２年 TOYOTA CUP　(REAL MADRIDxOLIMPIA)
２０００年 AM/PMメジャーリーグ開幕戦オープニングゲーム 
　　　　　(SEIBU LIONS対CHICAGO CUBS及びN.Y.METS)
２００２年ドリームマッチ東京ドームO.B.野球
```
                     	(SUNTORY MALTS対 WORLD POWERS）
```

２００３年 日本外国人特派員協会（ゲスト：サッカー日本代表ジーコ監督）
２００３年 北澤豪引退試合
２００４年 おだいば冒険王（フットサル大会
２００４年 World Peace Music Awards (San Francisco)
２００４年 中西圭三Countdown live in Honolulu
２００５年 KIRIN CHALLENGE CUP (JAPAN X ANGOLA)
```
                     	アンゴラ代表Team Liaison
```

２００５年 TOYOTA CUP (SẤO PAULO FC, SYDNEY FC, LIVERPOOL FC)
２００６年 TOYOTA CUP (記者会見同時通訳及びマスコミアテンド通訳）
２００７年 TOYOTA CUP (同上）
２００８年 FIFAワールドクラブカップpresented by Toyota
２０１０年 スペインサッカー協会流育成指導者研修会 
２０１０年 第５回世界大学野球選手権大会　（キューバ代表アテンド通訳）
２０１０年 Guinea Bissauカシン村漁業施設建築案件通訳
２０１１年 Mozambique漁業設備改善案件通訳
２０１１年 Seychelles水産設備改善案件通訳
２０１１年 FIFAワールドクラブカップpresented by Toyota

２０１２年 Seychelles潜水漁業研修案件通訳
２０１２年 Ecuador拠点機能回復等支援事業案件通訳
２０１２年 Kirin Challenge Cup (なでしこジャパン対アメリカ及びブラジル代表）
２０１２年 Suruga Cup (Kashima Antlers対Universidad de Chile)
２０１２年 FIFA U-20 Women’s World Cup Japan 2012
２０１２年 FIFAワールドクラブカップpresented by Toyota
２０１２年 DREAM.18 & Glory 4 New Year’s Eve 2012 
２０１３年 Ecuador, Brazil, Uruguai水産設備改善案件通訳
２０１３年 World Baseball Classic 
２０１３年 Futsal Japan x Argentina
２０１３年 AFC Futsal Club Championship
２０１５年 FIFA Club World Cup Workshop 
２０１６年 Suruga Cup (Kashima Antlers 対 Santa Fe)

２０１７年 World Baseball Classic
２０１７年 Broadway Musical “BLAST” Technical Rehearsal
２０１７年 FUERZA BRUTA “WA” Performance Show Technical Rehearsal
２０１７年 Suruga Cup (Urawa Reds 対 Chapecoense)
２０１７年 Volleyball World Grand Champions Cup Japan 2017 (Team Iran)
２０１７年 Kirin Challenge Cup 2017 (Japan X New Zealand)
２０１７年 EAFF E1(旧東アジア）大会
２０１８年 JOCA(公益社団法人青年海外協力協会) 日系社会次世代育成研修
２０１８年 Michael Hampton氏ワークショップ（人体の絵描き）
２０１８年 Suruga Cup (Cerezo Osaka 対　Independiente)
２０１８年 女子プロ（大崎魔弓・アジャコング）インタビュー
２０１８年 国際親善試合（なでしこジャパン対ノルウエー女子代表）
２０１８年 取材、スイス・ヴォー州ワイン会コマンドゥール勲章受章者千住明氏
２０１９年 Kerry Ellis ファースト・ソロコンサート
２０１９年 Ben Foster ソロコンサート
２０１９年 外務省　在日日系人支援者招へい（JUNTOS)
２０１９年　ラグビー・ワールド・カップ